# Club Natación Martiánez
El Club Natación Martiánez és un club esportiu de la ciutat del Puerto de la Cruz (Tenerife), dedicat principalment al waterpolo i la natació. Va ser fundat el 1942.

## Història
El 1991 l'equip de waterpolo aconsegueix l'ascens a la lliga nacional A2. El 1982 es crea la secció de salvament dins del club.
El 2011 renuncia a presentar-se a la divisió d'honor de waterpolo masculí per problemes econòmics.
Des d'agost del 2013, la secció de natació del CN Martiánez manté una col·laboració amb el CD Teneteide que ha donat lloc a una nova associació, el Club Deportivo Mistral Tenerife, que competeix a les categories juniors i absolutes d'aquesta modalitat, mantenint així les categories inferiors. És a dir, quan un nedador/a dels dos clubs salti a la categoria Júnior o Absoluta, competirà sota el nom d'aquest club. L'objectiu d´aquesta col·laboració és fomentar la natació competitiva a nivell regional amb la creació d´un club que mantingui aquest caràcter. Aquesta col·laboració es va deixar de fer a partir de l'inici de la temporada 2018-19.
A partir del setembre del 2017, el CN Martiánez no s'inscriu a la lliga regional de waterpolo i, per conseqüència, s'abandona aquesta secció. L'absència d'una única seu per desenvolupar els entrenaments i la manca d'una piscina que complís els requisits tècnics per fer els seus partits com a local van portar la junta gestora a prendre aquesta decisió dràstica.